# トゥエンホア県

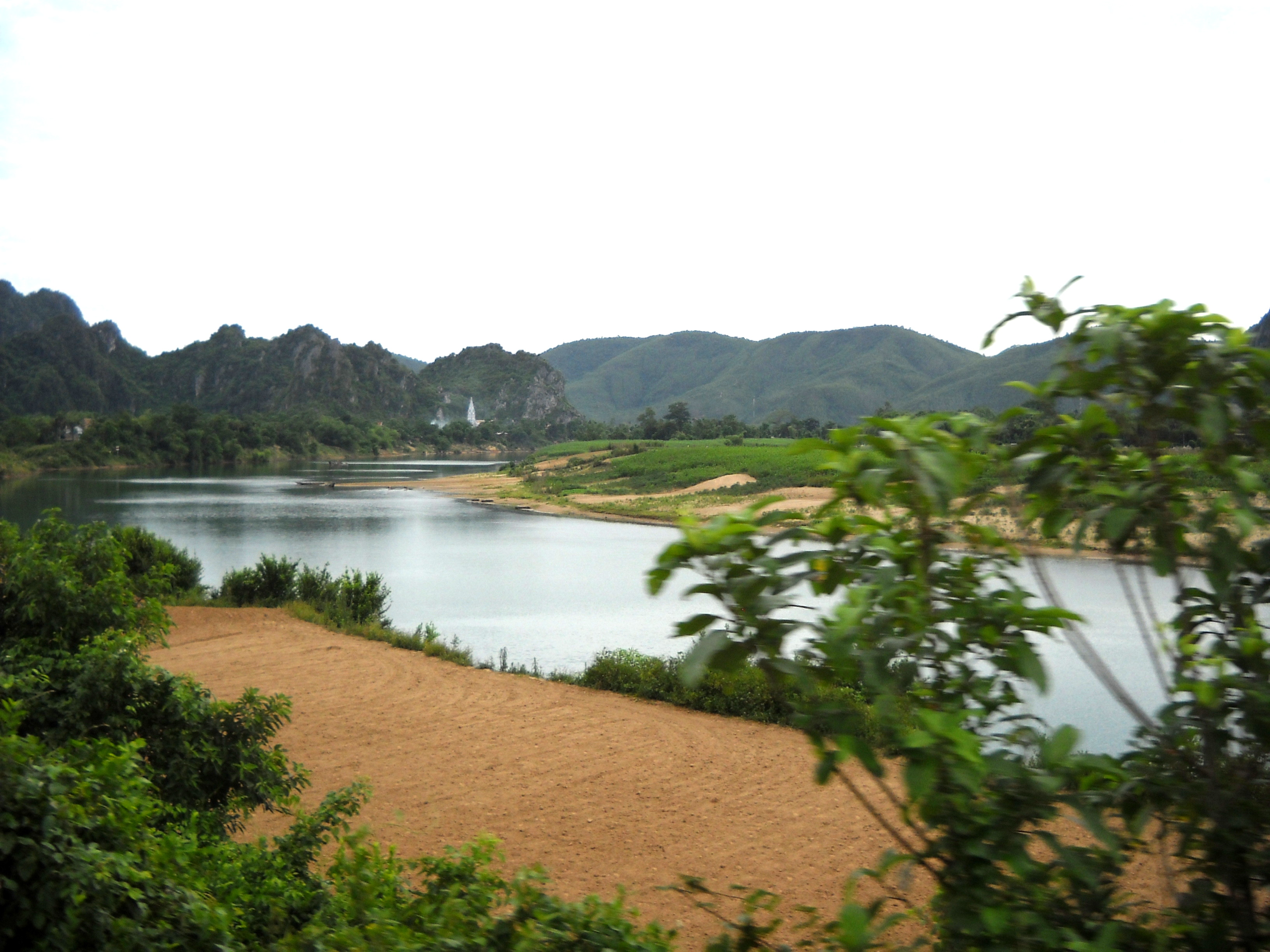
ジャン川

トゥエンホア県（トゥエンホアけん、ベトナム語：Huyện Tuyên Hóa / 縣宣化? ）は、ベトナム社会主義共和国クアンビン省の県。面積は1,129 km²、人口は80,030 人（2017年）である。

## 行政区画
1市鎮19社を管轄する。